# 2021年环法自行车赛
2021年环法自行车赛是第108届环法自行车赛，是三大自行車環賽之一。本届比赛最初计划从丹麦首都哥本哈根出发，但因为2019冠状病毒病疫情的影响，起点设在了法国布雷斯特。本届赛事原定于2021年7月2日至25日举行，但为了避免和2020年夏季奥运会时间重合，本次环法赛改至2021年6月26日至7月18日。

## 路线
2021年环法自行车赛的路线由克里斯蒂安·普吕多姆于2020年11月1日在法國電視台的节目“Stade 2”中公布。总长3,383（2,102英里）。其中，第七赛段长达248（154英里），是2000年环法自行车赛以来最长的赛段。